# جهاز الحمل
جهاز الحمل (بالإنجليزية: conception device)‏ هو جهاز طبي يستخدم للمساعدة في تحقيق الحمل، غالبا، ولكن ليس دائما، عن طريق وسائل أخرى غير الجماع (التلقيح الطبيعي). تتناول هذه المقالة حصريا أجهزة الحمل للإنسان.

## الأنواع

### مؤشراتالتبويض
هناك العديد من أجهزة الحمل في السوق اليوم التي يمكن استخدامها للتنبؤ بالتبويض بحيث يمكن إدخال الحيوانات المنوية في الجهاز التناسلي للمرأة في الوقت المناسب، سواء عن طريق الجماع، متضمنا التلقيح الطبيعي أو عن طريق التلقيح الاصطناعي. التبويض هو ذلك الوقت من الشهر عندما يتم الإفراج عن البويضة أو البيضة عند المرأة. يتم تحديد هذا الوقت على أنه الوقت الأكثر خصوبة في دورة الحيض لدى المرأة. إدخال السائل المنوي في تجويف المهبل خلال فترة التبويض، ويسمى توقيت الجماع أو توقيت التلقيح الاصطناعي، هو المهم لتحقيق الحمل. عند استخدام متبرع، فإن التوقيت يكون هام بشكل خاص لأن الحيوانات المنوية الممنوحة التي يتم توفيرها من قبل بنك الحيوانات المنوية أو عيادة الخصوبة مكلفة ومن الضروري أن يتم استخدامها في الوقت المناسب. وبالمثل، عندما يستخدم مانح خاص، فإنه عادة ما يرغب في تقديم الحيوانات المنوية الخاصة به للتلقيح الاصطناعي أو التلقيح عن طريق الجماع في الوقت الأمثل من الشهر.
أحد أنواع مؤشرات التبويض هو اختبار اللعاب. لاستخدامه تبصق المرأة على شريحة زجاجية لمراقبة متى تتشكل بلورات الملح لتحديد موعد التبويض. يعرف تشكيل الملح البلوري من اللعاب باسم «فيرنينغ»/«تسّرخُس»، وذلك بسبب التشابه الشكلي مع نبات السرخس تحت المجهر عندما يجف اللعاب. وهو ما سيدل على زيادة في هرمون الاستروجين الذي يرتبط بالتبويض.
هناك أجهزة تشبه ساعات المعصم أو الملصقات على مناطق حساسة من الجلد والتي تقيس التغيرات الكيميائية الخفية في الجسم من خلال سطح الجلد للمساعدة في تحديد وقت التبويض. تأتي بعض الأجهزة أيضا عن طريق خط المساعدة والدعم.
هناك مؤشر تبويض شائع الاستخدام هو شريحة زيادة هرمون اللوتن (LH) في البول أو شريحة التنبؤ بالتبويض التي تساعد على تحديد موعد التبويض. حيث تبول المرأة على شريحة هرمون اللوتن مرة واحدة أو مرتين في اليوم، ابتداء من بضعة أيام قبل الاشتباه في التبويض. في كثير من الأحيان سوف تظهر خطين مما يشير إلى أن التبويض على بعد 24-36 ساعة.

### ميزان الحرارة القاعدي
مقياس الحرارة القاعدي هو مقياس حرارة حساس جدا يتتبع تحولات درجة حرارة الجسم الدقيقة. وغالبا ما تستخدم النساء مقياس درجة حرارة الجسم القاعدي لرسم المخطط الأساسي لدرجة حرارة الجسم، ومن ثم التنبؤ بفترة الخصوبة أو التبويض. مقياس الحرارة القاعدي هو أكثر موثوقية ودقة من الترمومتر الزجاجي البسيط وهذا لأن ترمومترات الزجاج تكون دقيقة فقط إلى 0.2 درجة فهرنهايت في حين أن ميزان الحرارة القاعدي يكون دقيقا بشكل عام إلى 0.1 درجة فهرنهايت.
يستخدم مقياس الحرارة القاعدي لرسم وقت الخصوبة من الشهر عند المرأة ويستخدم في اتصال مع الرسم البياني. يجب أن يظهر الرسم البياني درجات حرارة منخفضة قبل التبويض في مرحلة الجُريبي (follicular phase)، وأعلى منها بعد التبويض في مرحلة اللوتن (luteal phase). كما يجب أن يظهر استخدام مقياس الحرارة القاعدي المتصل بالرسم البياني على مدى عدة أشهر أفضل التوقيتات لإمكانية الحمل وإمكانية التخطيط للجماع أو التلقيح الاصطناعي. مع ذلك، قد تختلف الأوقات قليلا كل شهر بحيث تحتاج المستخدمة للتحقق من درجة حرارتها باستمرار للتأكد من أن لديها المعلومات الأكثر دقة. لهذا السبب، يفضل بعض النساء استخدام ميزان الحرارة القاعدي جنبا إلى جنب مع أساليب أخرى لضمان دقة كاملة.

## التلقيح الاصطناعي
هناك عدد من أساليب التلقيح الاصطناعي. يمكن استخدام أجهزة مختلفة بما في ذلك:

### قبعة الحمل
يمكن أن تساعد قبعة / جراب الحمل على حماية السائل المنوي من التجويف المهبلي والسماح للحيوانات المنوية بالتجمع مقابل عنق الرحم. حول توقيت التبويض، يتم تعبئة غطاء الحمل أو غطاء عنق الرحم بالسائل المنوي ووضعه في عنق الرحم للمرأة لعدة ساعات لإطالة الوقت الذي يكون فيه المني متاحا لتخصيب البيضة المنتظرة. تم تصميم قبعات عنق الرحم من أجل الحمل وهي مختلفة عن قبعات عنق الرحم المستخدمة لمنع الحمل، على الرغم من أن هذه يمكن أن تستخدم أيضا كأدوات للحمل.
يمكن أيضا استخدام قبعة الحمل بعد الجماع أو التلقيح الاصطناعي على سبيل المثال. المحاقن عديمة الإبرة، وتعمل على إبقاء السائل المنوي في مكانه مقابل عنق الرحم.
تستخدم قبعات عنق الرحم على نحو متزايد باعتبارها نظام توصيل السائل المنوي من مانحي الحيوانات المنوية الخاصة. لديها ميزة على استخدام المحاقن عديمة الإبرة في أنه ليس من الضروري الانتظار حتى يسيل السائل المنوي قبل إدراج القبعة في المهبل، ويمكن للمانح أن قد يقذف مباشرة إلى قبعة الحمل. ومع ذلك، فإن في إحدى نسخ قبعة الحمل يتم إرفاق أنبوب ضيق يتم من خلاله إدخال السائل المنوي الممنوح المسال أو المجمد والمذاب عن طريق القسطرة. ثم يتم إزالة الأنبوب الضيق. ميزة هذا النوع من الجهاز هو أنه يتم إدراجه فارغا في المهبل ويمكن وضعه حول عنق الرحم دون خطر تسرب الحيوانات المنوية. هذا الجهاز ينتشر بين العامة لأن استخدامه يضمن أن المني الممنوح يودع في أقرب موقع ممكن إلى عنق الرحم، ويمكن أن يبقى في مكانه في حين تقوم المرأة بأنشطتها العادية لعدة ساعات للمساعدة في حدوث الحمل.

### مجمعات السائل المنوي
مجمعات السائل المنوي هي الأغماد (الواقي الذكري) المصنوعة خصيصا للحمل والتي وافقت عليها إدارة الأغذية والعقاقير. الواقي الذكري المجمع هو الواقي الذكري الذي يستخدم أساسا لجمع السائل المنوي أثناء الجماع. وعادة ما تكون الواقي الذكري المستخدم لمنع الحمل من اللاتكس، وهي مصممة لمنع الحمل ومنع انتشار الأمراض التي تنتقل عن طريق الاتصال الجنسي. الواقي الذكري المجمع يكون معقما ومصنوعا من السيليكون أو البولي يوريثين، حيث أن اللاتكس هو ضار بالحيوانات المنوية إلى حد ما. وعادة ما تكون غير مزلقة ولها نهاية خاطفة أو خزان لجمع الحيوانات المنوية. يمكن استخدام الواقي الذكري لتسهيل جمع السائل المنوي عن طريق الاستمناء أو يمكن أن تستخدم لجمع عينة السائل المنوي من خلال الجماع.
المني يمكن أيضا أن يتم جمعه عن طريق الاستمناء مباشرة في حاوية معقمة، مثل كوب العينة التي عادة ما تكون حاوية بلاستيكية نظيفة مع غطاء. بعض جامعات السائل المنوي لديها أنبوب اختبار مدمج يسمح بجمع السائل المنوي دون أن يلمس الذكر العينة. بعد جمع، يتم إزالة جزء الكوب واستبداله بمسمار علوي على أنبوب الاختبار. كما يضمن هذا الجهاز عدم فقدان أي من العينات عند نقلها من حاوية إلى أخرى.
كما يجوز للمانحين استخدام الواقيات الأنثوية لجمع عينة من السائل المنوي. عندما تستخدم بهذه الطريقة، يمكن أن يعرف الواقي الأنثوي على أنه «فضفاض».
عادة ما تتكون أدوات الجمع الذكرية من الواقي الذكري، وكأس العينة، وعند الحاجة، ناقل السائل المنوي. يشمل هذا الأخير حاوية مغلقة للحيوانات المنوية وصندوق بلاستيكي يحتوي على ثلج جاف توضع فيه الحاوية بحيث يمكن إرسالها إلى المستلم. النقل عموما عن طريق مرسال خاص.
تستخدم مجموعات الجمع الذكرية لإرسال السائل المنوي إلى مختبر للتحليل، لإرسال السائل المنوي إلى شريك للتلقيح الاصطناعي إذا كان الذكر غائبا، والأكثر شيوعا، من قبل الجهات مانحة الحيوانات المنوية الخاصة أو الجهات مانحة الحيوانات المنوية المتبرعة من خلال وكالة. تقدم وكالة الحيوانات المنوية عموما مجموعة أدوات الجمع الذكرية إلى المانحين. وتتيح هذه المجموعة للمانحين الحصول على عينات من الحيوانات المنوية بشكل خاص وليس في عيادة الخصوبة، ويمكن الحصول على عينات عن طريق الجماع الذي يؤدي عادة إلى زيادة الخصوبة. ومع ذلك، إذا تم توفير الحيوانات المنوية من قبل جهة مانحة خاصة، فإن استخدام مجموعة أدوات جمع لا يضمن أن تكون العينة مستمدة فعلا من شخص معين.

### حقنة بلا إبرة
يمكن استخدام حقنة بدون إبرة لإدراج الحيوانات المنوية من المتبرع أو الشريك في المهبل للتلقيح داخل العنق. قد تستخدم الحقنة من قبل المرأة المتلقية (التلقيح الذاتي)، أو بواسطة طرف ثالث، وغالبا ما يكون ممرضة أو طبيب. مع هذا النوع من الحقنة، فمن الضروري الانتظار حتى يسيل السائل المنوي قبل أن يمكن استخدامها.
المحاقن أيضا المتاحة والتي صممت خصيصا للتلقيح الاصطناعي باستخدام مانح تتكون من قمع متصل مباشرة إلى حقنة. يقذف المتبرع إلى القمع مما يسمح للسائل المنوي أن ينزل مباشرة إلى المحقنة. يتم إدراج المكبس ثم يتم وضع الحقنة عموديا لطرد الهواء. يتم دفع السائل المنوي إلى طرف المحقنة التي يمكن بعد ذلك إدراجها في المهبل. هذا النوع من الحقنة له ميزة على الحقنة بلا إبرة القياسية في أن السائل المنوي يمكن أن يستخدم للتلقيح فورا بعد القذف، دون الحاجة إلى الانتظار للتسييل.

### القسطرة
يمكن استخدام قسطرة مصممة خصيصا لإدخال الحيوانات المنوية المعقمة خصيصا مباشرة في الرحم للتلقيح داخل الرحم. يتم تنفيذ هذا الإجراء عادة بواسطة الطبيب ولديه معدل حمل أفضل من التلقيح داخل العنق. عادة ما تقدم هذه الطريقة من قبل عيادات الخصوبة باستخدام الحيوانات المنوية من متبرع لأن زيادة معدل الحمل يؤدي إلى عدد أقل من العينات المتبرعة المستخدمة لنفس العدد من حالات الحمل. المني المستخدم للتلقيح داخل الرحم يجب أولا «غسله» لتوفير عينة حيوانات منوية نقية: وهذا يمنع «تشنج» بعد التلقيح.

### فاصل الحيوانات المنوية
يتكون هذا الاختراع من عمود سباحة معقم، يمكن التخلص منه، ومجزأة مقسمة لسباحة الحيوانات المنوية (طورها البروفسور زافوس)، عند المستويات المطلوبة من التخفيف في الوسائط المناسبة، وسباحة الحيوانات المنوية لأسفل في الأقسام داخل العمود . هذا الجهاز يسمح بفصل عينات السائل المنوي بحسب شكل الحيوانات المنوية، وحركتها، والحركة التقدمية، والسرعة، وتركيز الحيوانات المنوية، وإمكانات التخصيب، ونسبة الجنس. يشتمل الجهاز على عمود مجوف ومدعم عموديا، وله نهاية سفلى مغلقة، ونهاية علوية مفتوحة. هذا الجهاز يسهل استخدام تركيزات معينة من الحيوانات المنوية لاستخدامات معينة، على سبيل المثال. التلقيح داخل الرحم أو تكنولوجيا مساعدة الإنجاب، ويسمح أيضا للتخصيب باستخدام حيوانات الفصل بين الجنسين، على الرغم من أن استخدام الفاصل لهذا الغرض لا يبدو أنه موثوق 100٪.

### منظار المهبل
يستخدم منظار المهبل عادة في إجراءات التلقيح الاصطناعي ويتم استخدامها بشكل روتيني للتلقيح داخل الرحم .
يتكون الجهاز من جزئين على شكل شفاه حيث يتم إدخالها في المهبل، ويمكن فتحه وإبقاءه في الوضع المفتوح للسماح لعنق الرحم أن يظهر من خلالها. يمكن بعد ذلك إدخال حقنة تحتوي على الحيوانات المنوية أو القسطرة من خلال المنظار المفتوح وإلى داخل المهبل المفتوح. هذا الجهاز يتيح للحيوانات المنوية أن تودع بشكل أكثر دقة بالقرب من عنق الرحم أو في حالة التلقيح داخل الرحم، مباشرة في الرحم.
يتم تصنيع المناظير التي يمكن التخلص منها من البلاستيك الشفاف، في حين أن المناظير المصنعة من الفولاذ المقاوم للصدأ يمكن تعقيمها وإعادة استخدامها.

### مزلقات صديقة للحيوانات المنوية
المزلقات التقليدية تحتوي على مواد كيميائية قد تضر الحيوانات المنوية. تطورت مواد مزلقة صديقة للحيوانات المنوية التي تساعد على وجه التحديد في حدوث الحمل من خلال خلق التوازن الكيميائي في المهبل الذي يفضي إلى التخصيب.
أحيانا يتم بيع المواد المزلقة صديقة الحيوانات المنوية مع مطباق رفيع بحيث يمكن توصيل المواد المزلقة مباشرة في المهبل. ويمكن أيضا أن يتم توصيل مواد التزييت على حقنة بلا إبرة أو جراب الحمل الملئ بالحيوانات المنوية قبل أن يتم إدخالها في المهبل. تستخدم مواد التزليق الصديقة للحيوانات المنوية بشكل شائع في جميع أشكال التلقيح الاصطناعي. إذا قامت محاولة الحمل من خلال الجماع الجنسي حيث يحاول الشركاء تحقيق الحمل، أو عن طريق التلقيح الطبيعي مع متبرع بالحيوانات المنوية، فينبغي أن تستخدم دائما زيوت التزييت صديقة للحيوانات المنوية بدلا من زيوت التزييت الجنسية العادية. قد تحتوي مواد التزييت الجنسية العادية على المواد الكيميائية التي يمكن أن تضر الحيوانات المنوية. عند استخدامها أثناء الجماع، يمكن وضع المواد المزلقة صديقة الحيوانات المنوية على قضيب المتبرع أو شريك، وكذلك مباشرة في المهبل.

## أدوات التلقيح الاصطناعي
يتم تسويق أدوات التلقيح الاصطناعي لأولئك الذين يرغبون في إجراء التلقيح الاصطناعي شخصيا. وهي تشمل عادة الواقي الذكري أو أواني الجمع والمحاقن واختبارات الحمل. وقد تشمل أيضا مجموعات التلقيح الاصطناعي الأكثر تعقيدا اختبارات التبويض، ومخطط التبويض، ومقياس الحرارة القاعدي، والمواد المزلقة، والأكواب الملساء، والمناظير المهبلية. وفي حالة اللجوء إلى جهة متبرعة، يمكن أيضا تضمين معدات اختبار العدوى المنقولة جنسيا. أدوات التلقيح الاصطناعي متاحة على نطاق واسع على الخط الساخن، وخاصة من منظمات الأبوة والأمومة من مثلي الجنس. وغالبا ما يتم شراؤها من قبل النساء العازبات أو الأزواج الذين يسعون للحمل، وأيضا من قبل الجهات المتبرعة بالحيوانات المنوية.